# Balto
Balto (skoten 1919 in umrl 14. marca 1933) je bil sibirski haski (nekateri viri nepravilno navajajo, da je bil aljaški malamut).
Leta 1925 je na Aljaski izbruhnila davica. V mestu Nome na Aljaski, je epidemija davice še posebej močno pretresla otroke. V mestu ni bilo zdravila (seruma), ki bi pozdravila davico. Z vlakom so serum prepeljali do Nenane. Balto je bil vodnik vprege 20 vlečnih psov, s katerimi je odšel do Nenane in se z zdravilom vrnil v Nome. Prepotoval je 1.600 km. V Centralnem parku v New York Cityju so mu postavili kip. 
Postal je heroj mesta Nome in rešil število otrok. 

## Film
22. decembra leta 1995 je Universal Studios posnel animirani film o Baltu.